# For the Summer
For the Summer (с англ. — «На Лето») — первый специальный летний мини-альбом южнокорейско — китайской гёрл-группы Cosmic Girls. Альбом был выпущен 4 июня 2019 года лейблами Starship Entertainment и Yuehua Entertainment и был распространен kakao M. Он содержит в общей сложности пять песен, в том числе ведущий сингл «Boogie Up».

## Предпосылки и релиз
19 мая 2019 года Cosmic Girls объявили через свои официальные аккаунты в социальных сетях, что группа выпустит специальный летний альбом 4 июня 2019 года.
В день выхода альбома был также выпущен клип на сингл «Boogie Up».

## Трек-лист
| №                   | Название                 | Текст песни                         | Музыка                                                     | Arrangement                                 | Длительность |
| ------------------- | ------------------------ | ----------------------------------- | ---------------------------------------------------------- | ------------------------------------------- | ------------ |
| 1.                  | «Boogie Up»              | 달리 Exy                            | Wonderkid 신쿵                                             | Wonderkid 신쿵                              | 3:03         |
| 2.                  | «Oh My Summer» (눈부셔)  | JQ Lee Ji Hye (makeumine works) Exy | OLLIPOP Caesar & Loui Hayley Aitken                        | OLLIPOP Daniel Caesar                       | 3:27         |
| 3.                  | «My Type»                | 진리(FULL8LOOM)                     | 영광의 얼굴들(FULL8LOOM) 진리(FULL8LOOM) JAKE K(FULL8LOOM) | 영광의 얼굴들(FULL8LOOM), JAKE K(FULL8LOOM) | 3:11         |
| 4.                  | «Let's Dance» (우리끼리) | MosPick Exy                         | MosPick                                                    | MosPick                                     | 3:08         |
| 5.                  | «Sugar Pop»              | LOVEY Exy                           | OLLIPOP Caesar & Loui, Hayley Aitken                       | OLLIPOP Caesar & Loui                       | 3:23         |
| Общая длительность: | Общая длительность:      | Общая длительность:                 | Общая длительность:                                        | Общая длительность:                         | 16:20        |

## Чарты
| Чарты (2019)               | Пиковые позиции |
| -------------------------- | --------------- |
| South Korean Albums (Gaon) | 1               |

## Награды
| Программы                 | Дата          | Ссылка |
| ------------------------- | ------------- | ------ |
| The Show (SBS MTV)        | 11 июня, 2019 | [ 6 ]  |
| The Show (SBS MTV)        | 18 июня, 2019 |        |
| Show Champion (MBC Music) | 19 июня, 2019 | [ 7 ]  |
| M Countdown (Mnet)        | 13 июня, 2019 | [ 8 ]  |